# BB 63500
,,,
Les BB 63500 sont des locomotives diesel de la SNCF, similaires aux BB 63400. Elles reprennent, avec quelques différences mineures, les caisses des BB 63000, faisant ainsi partie de l'importante famille des BB Brissonneau et Lotz.
Certaines machines ont été transférées aux filiales de la SNCF Voies ferrées locales et industrielles (VFLI) et Akiem, et renumérotées BB 400 après modernisation.

## Description

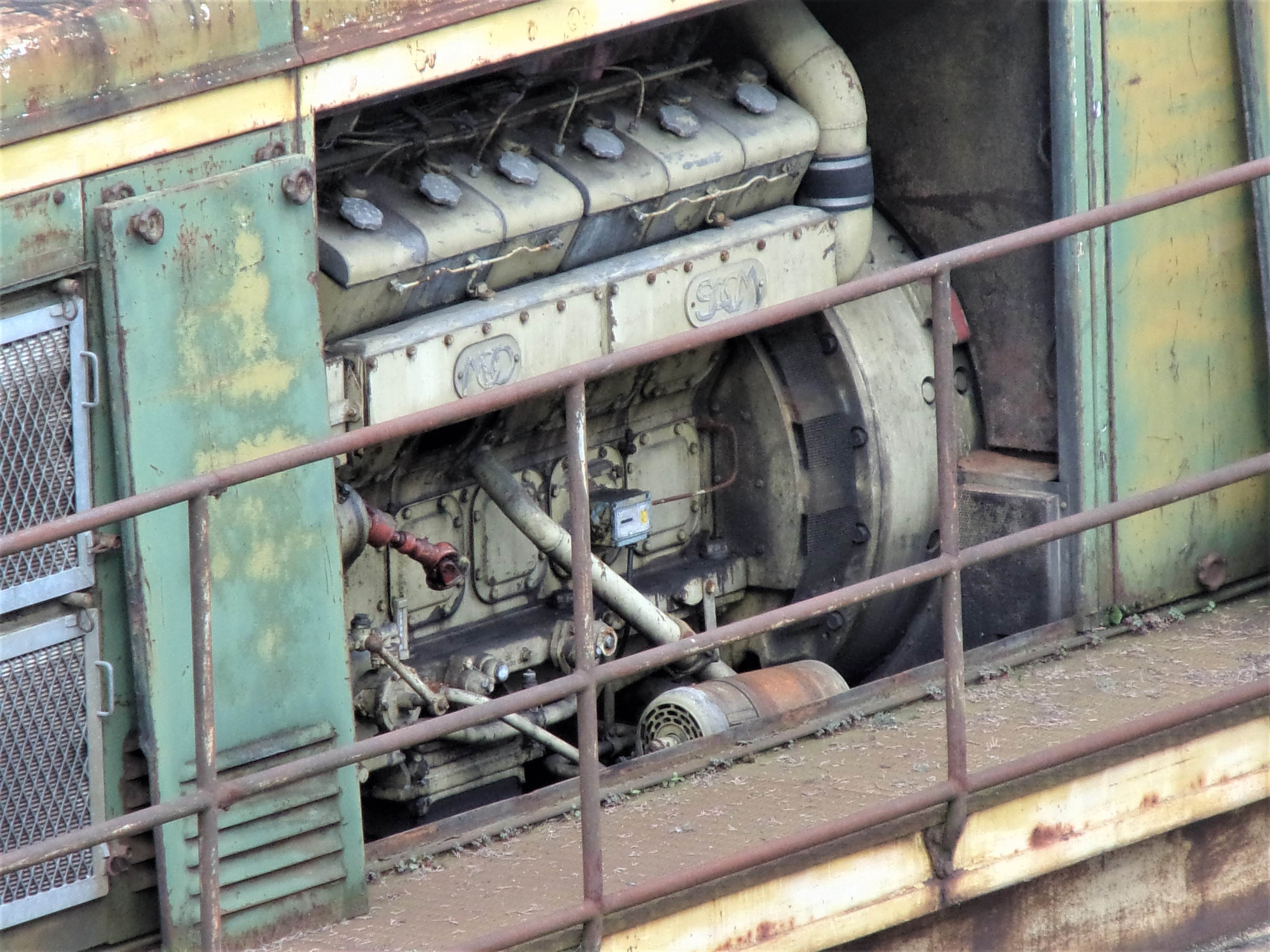
Moteur MGO V12 de la BB 63854 (Saint-Pierre-des-Corps).

Pour pallier le manque de puissance des BB 63000, la SNCF décide d'utiliser un autre moteur, le 12 cylindres français MGO, qui est déjà utilisé depuis 1952 dans l'autorail Renault ADP X4983 et qui donne toute satisfaction ; il est plus puissant, plus compact et plus léger. La première locomotive ainsi équipée sort le 20 février 1956 sous la numérotation 040 DE 501.
L'architecture de la locomotive est identique à celle de leurs ainées, les BB 63000. Quelques aménagements ont toutefois été réalisés, liés au nouveau moteur diesel : ainsi, la génératrice principale est d'un type nouveau, l'agencement des panneautages du grand capot a été adapté, le compresseur d'air est d'un type plus puissant, etc.
Elle aura une grande descendance puisque 580 machines sont livrées à la SNCF, la dernière en 1971. Elles furent transformées, pour 23 d'entre elles, en BB 64700 afin d'assurer des manœuvres ainsi que des travaux dans les triages, et pour 26 autres en BB 64600 pour la branche Infra du groupe SNCF.

## Lignes desservies
Bien qu'utilisées le plus fréquemment aux manœuvres et travaux ces locomotives ont effectué également des dessertes locales et des services voyageurs ou marchandises, voire des trains mixtes voyageurs-marchandises (trains MV) sur des lignes secondaires.

## Services voyageurs
- Nantes - Pornic[7]
- Auray - Quiberon[7]
- Carhaix - Saint-Brieuc en 1987[7]
- Charleville-Mézières - Givet[7]
- Trouville-Deauville - Paris[7]
- Bressuire - Thouars (MV) supprimé à la fin du service d'hiver 1985/1986[7]
- Frasne - Vallorbe jusqu'en mai 1993[7]
- Paris-Gare-de-Lyon - Gare-de-Paris-Nord (trains de jonctions par la Petite Ceinture de Paris pour les trains Rome - Calais-Maritime et celui de Boulogne-Maritime, etc, etc)[7].
- Nice - Tende (Rheingold avec le tour-opérator Intraflug en 1981)[7]
- Lison - Coutances

- Carentan - Carteret
- Coutances - Cherbourg
- La Rochelle - Poitiers
- Alès - Bessèges (service omnibus avec remorques XR 7800)

## Services marchandises
- Ligne de Bréauté - Beuzeville à Fécamp
- Carhaix - Saint-Brieuc
- La Rochelle - Poitiers
- Ligne d'Auray à Quiberon[8]
- Lison - Coutances

- Carentan - Carteret
- Coutances - Cherbourg
- Saint-Lô - Torigni - St-Amand
- (Granville) Pontaubault - St-Hilaire du Harcouët
- Vire - Mortain - Le Neufbourg
- Vire - La Graverie - La Besace
- Strasbourg CV Saverne CV Reding - Drulingen ou Sarrebourg[6]
- Strasbourg - Roeschwoog - Lauterbourg - Worth[6]
- Strasbourg - Hagueneau[6] - Wissembourg[7]
- Strasbourg - Niederbronn[9],[7]
- Strasbourg - Obernai[7]
- Strasbourg - Rothau[7]
- Strasbourg - Neudorf - Kehl[7],[6]
- Strasbourg - Molsheim - Rothau[9] ou Obernai[6]
- Mulhouse - Thann[9],[7]

- Strasbourg CV Sélestat CV Colmar - Neuf-Brisach[7],[6]ou Mulhouse-Nord[9]

- Belfort - Giromagny[7]
- Sarrebourg - Drulingen[7]

- Bâle-Muttenz - Mulhouse-Ile-Napoléon par relève des CC 65000[7]
- Besançon - Le Locle[7]
- L'Hopital-du-Gros-Bois - Ornans[7]
- Andelot - La Cluse[7]
- Nîmes - Le Grau-du-Roi
- Bressuire - Thouars (MV)[7] puis marchandises après le service mis dans ceux des voyageurs.
- Ligne de Tours à Saint-Nazaire et Le Mans - Angers avant électrifications sur des trains complets de 800 t[7].
- Montmorency - Invalides[7]
- Lyon-Vaise - Sibelin - Saint-Etienne/Vénissieux/Guillotière - Saint-Germain-au-Mont-Dore/Badan ou Saint-Quentin-Falavier (manœuvres et dessertes terminales fret[7].)
- Metz - Remilly - Benestroff - Dieuze[6]/Remilly - Bening - Sarreguemines[9]
- Metz - Hagondange - Thionville - Audun-le-Roman[6]- Tiercelet[9]/Hagondange CV Conflans-Jarny - Verdun - Dugny[6]
- Metz CV Frouard - Nancy-Saint-Georges[6]/Frouard - Nancy-Ville - Blainville - Vincey[6]/Blainville - Pont-Saint-Vincent[6]/Blainville - Lunéville - Raon-l'Etape[9]/Pont-Saint-Vincent Hlp Nancy-Ville[6]
- Mohon - Charleville-Mézières - Givet[6]
- Mohon - Lumes - Sedan - Carignan[6]/Sedan - Mouzon - Stenay[6]
- Mohon CV Amagne - Challerange[6]/Amagne CV Bazancourt - Dontrien[6]
- Bazancourt - Reims - Sillery[6]
- Paris-La-Villette - Noisy-le-Sec - Gretz - Tournan[9]/Noisy-le-Sec - Vaires[9]
- Gare des Batignolles - Noisy-le-Sec - Plant-Champigny[6]/Noisy-le-Sec - Bobigny - Le Bourget CV Ormoy CV Soissons - Crouy[6]
- Gare des Batignolles - Creil - Compiègne[6]
- Bordeaux - Libourne[6],[9]
- Longueau - Amiens - Montières[6]
- Longueau CV Saint-Just - Clermont-de-l'Oise CV Creil[6]/Creil - Persan-Beaumont - Epluches ou Moulin-Neuf[6]/Creil - Longueil CV Compiègne - Vic-sur-Aisne[6]/Compiègne - Ribécourt CV Chauny - Tergnier[9] - Laon - Aulnois-sous-Laon[6]
- Rennes - Vitré[9]
- Rennes - La Brohinière[9]
- Rennes - Montreuil-sur-Ile - Dol - Saint-Malo ou Dinan[9]

## Dépôts titulaires, Établissement Maintenance Traction etTechnicentre
- Achères[10]
- Amiens[11]
- Aulnoye[11]
- Aurillac[11]
- Avignon[12]
- Beauvais[11]
- Besançon[13]
- Béziers[11]
- Bordeaux-Saint-Jean[10]avec location aux Voies Ferrées des Landes pour certaines d'entre elles à Morcenx[11]
- Caen[10]
- Chalindrey[13]
- Châlons-sur-Marne[10]
- Chartres[11]
- Clermont-Ferrand[11]
- Conflans-Jarny[11]
- Dijon[13],[14]
- Évreux[11]
- Granville[11]
- Hausbergen[11]
- Ile-Napoléon (Mulhouse)[11]
- La Plaine jusqu'en 1988 cédé à La Villette[7],[10]
- La Rochelle[13]
- La Villette avec récupération de l'effectif de La Plaine[7],[12]
- Laroche-Migennes[13]
- Laval[11]
- Le Havre[11]
- Le Mans[11]
- Lens[15]
- Limoges[10]
- Longueau[10]
- Longueville[11]
- Longwy[11]
- Lyon-Vaise[9]
- Marseille-Blancarde[10]et Saint-Charles[11]
- Metz[10]avec location CFF Brig pour certaines d'entre elles[11]
- Miramas[11]
- Mohon[10]
- Montargis[13]
- Nancy[11]
- Nantes[10]
- Narbonne[11]
- Nice[11]
- Nîmes[10]
- Noisy-le-Sec[11]
- Paray-le-Monial[11]
- Paris Sud-Ouest[14]
- Portes-les-Valence[11]
- Rennes[10]
- Roanne[11]
- Rouen-Orléans[11]
- Saintes[11]
- Saint-Étienne[10]
- Saint-Étienne[11]
- Sotteville[10]
- Strasbourg[10] avec location CFF Brig pour certaines d'entre elles[11]
- Tarbes[10]
- Thionville[11]
- Toulouse[10]
- Tours[14]
- Trappes[11]
- Troyes[11]
- Valenciennes[11]
- Vénissieux[10]
- Villeneuve-Saint-Georges[16]

## Parc
Au 3 juin 2023, le parc de 25 locomotives est réparti de la façon suivante :
| STF | Désignation              | Dépôt                    | Nombre de locomotives |
| --- | ------------------------ | ------------------------ | --------------------- |
| SLB | STF Infrarail            | Bordeaux                 | 1                     |
| SLI | STF Infrarail            | Chalindrey               | 10                    |
| SLN | STF Lignes Normandes     | Achères                  | 3                     |
| SVI | STF Voyages - Intercités | Villeneuve-Saint-Georges | 11                    |

## Préservation
Les locomotives préservées sont listées ci-après :
- BB 63529 : préservée par le Chemin de fer Charente-Limousine (CFCL) ;
- BB 63595 et BB 63661 : préservées par l'association des amis de la gare de Wassy ;
- BB 63705 : préservée par le Chemin de fer du Haut Forez (CFHF) ;
- BB 63710 : préservée par le Gentiane express ;
- BB 63754 : préservée par le Train Thur Doller Alsace (TTDA) ;
- BB 63812 : préservée par l'association du train touristique du Centre Var (ATTCV) et circule actuellement sur le Train à vapeur des Cévennes ;
- BB 63813 : préservée par le Chemin de fer de la vallée de l'Eure (CFVE) ;
- BB 63816 : préservée par le Chemin de fer touristique du Haut Quercy (CFTHQ) ;
- BB 63832 : préservée par le Pacific Vapeur Club (PVC) ;
- BB 63852 : préservée par le Chemin de fer touristique de la vallée de l'Aa (CFTVA) ;
- BB 63855 : préservée par l’Association de jeunes pour l'entretien et la conservation des trains d'autrefois (AJECTA) au musée vivant du chemin de fer à Longueville (Seine-et-Marne) ;
- BB 63866 : préservée par le Chemin de fer de la Vendée (CFV) ;
- BB 63895 : préservée par le Conservatoire ferroviaire Territoires Limousin Périgord (CFTLP) ;
- BB 63924 : préservée par le Chemin de fer touristique du Haut Quercy (CFTHQ) ;
- BB 63935 : préservée par l’amicale Caen Flers (ACF) ;
- BB 63958 et BB 64047 : préservées par l’association Chemins de fer du Centre-Bretagne (CFCB) ;
- BB 64017 : préservée par le Train Touristique du Larzac (TTL);
- BB 64042 : préservée par le Train touristique du centre-Var, précédemment à l’amicale des cheminots pour la préservation de la 141 R 1126 (ACPR 1126) ;
- BB 64045 : préservée par l’amicale Caen Flers (ACF) ;
- BB 64073 : préservé par le Train des Mouettes (TdM).

## Galerie de photographies

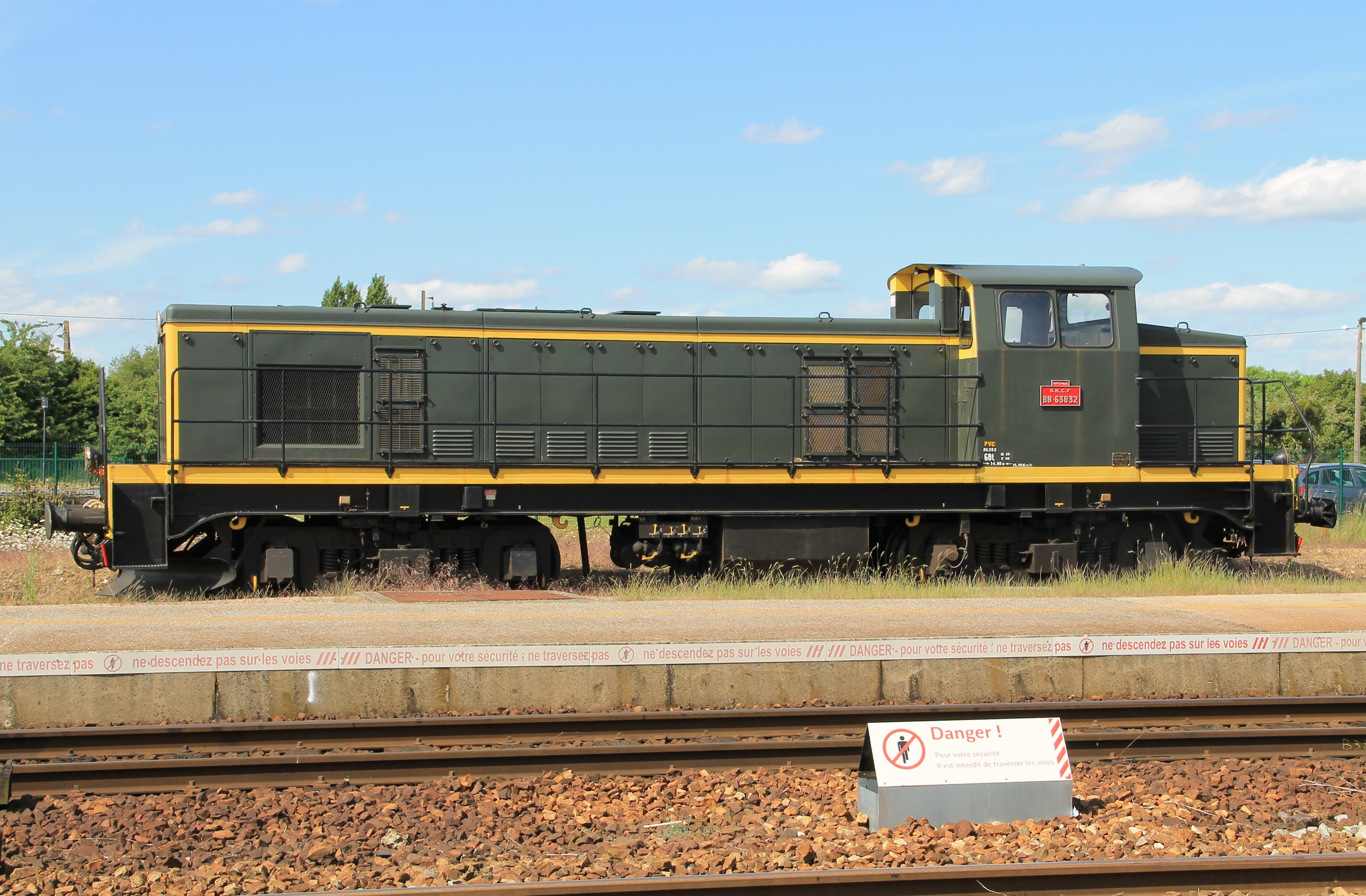
BB 63832 à Verneuil-sur-Avre le 30 mai 2015.
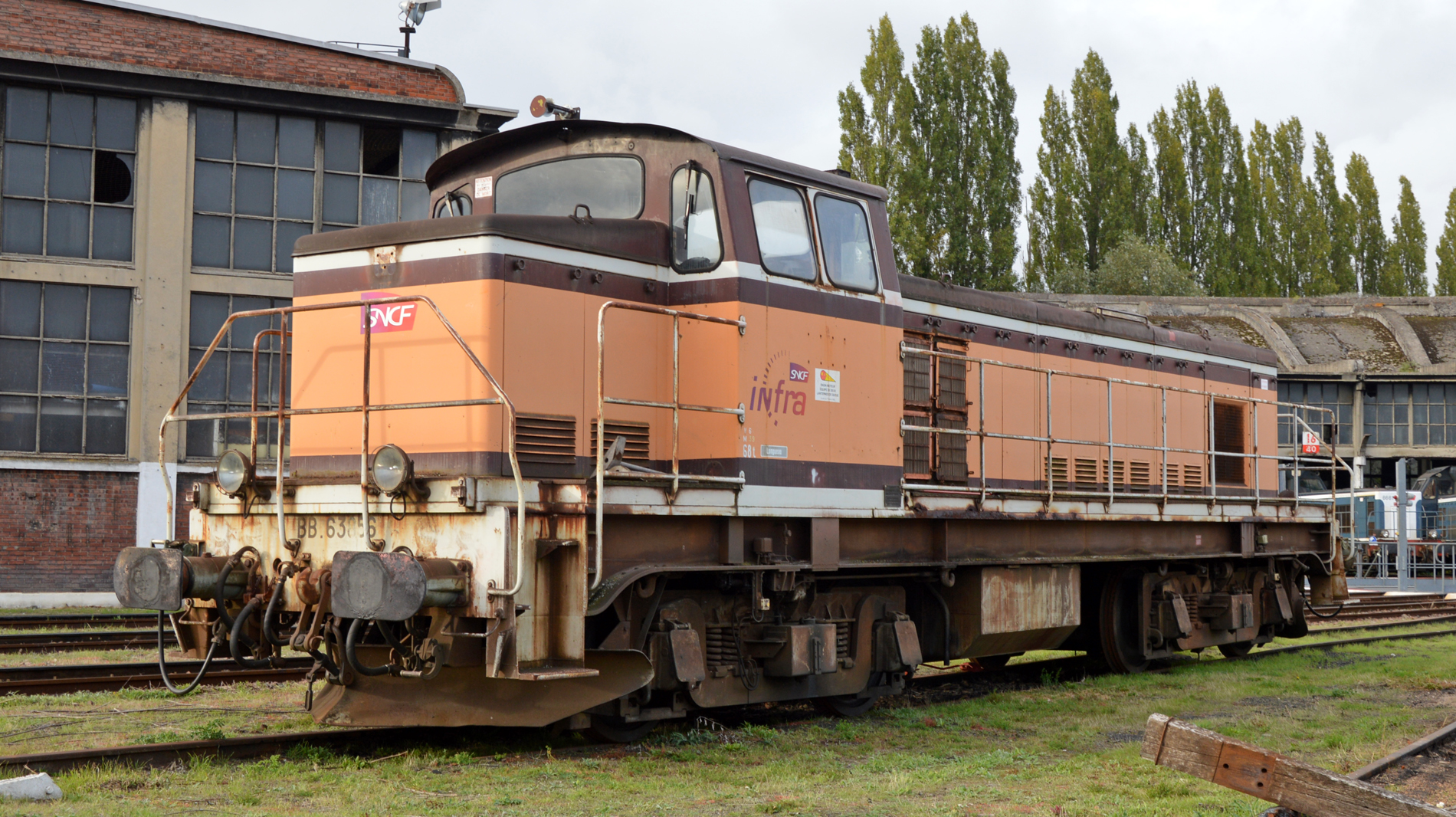
BB 63856 Longueau (fête du rail 2019).
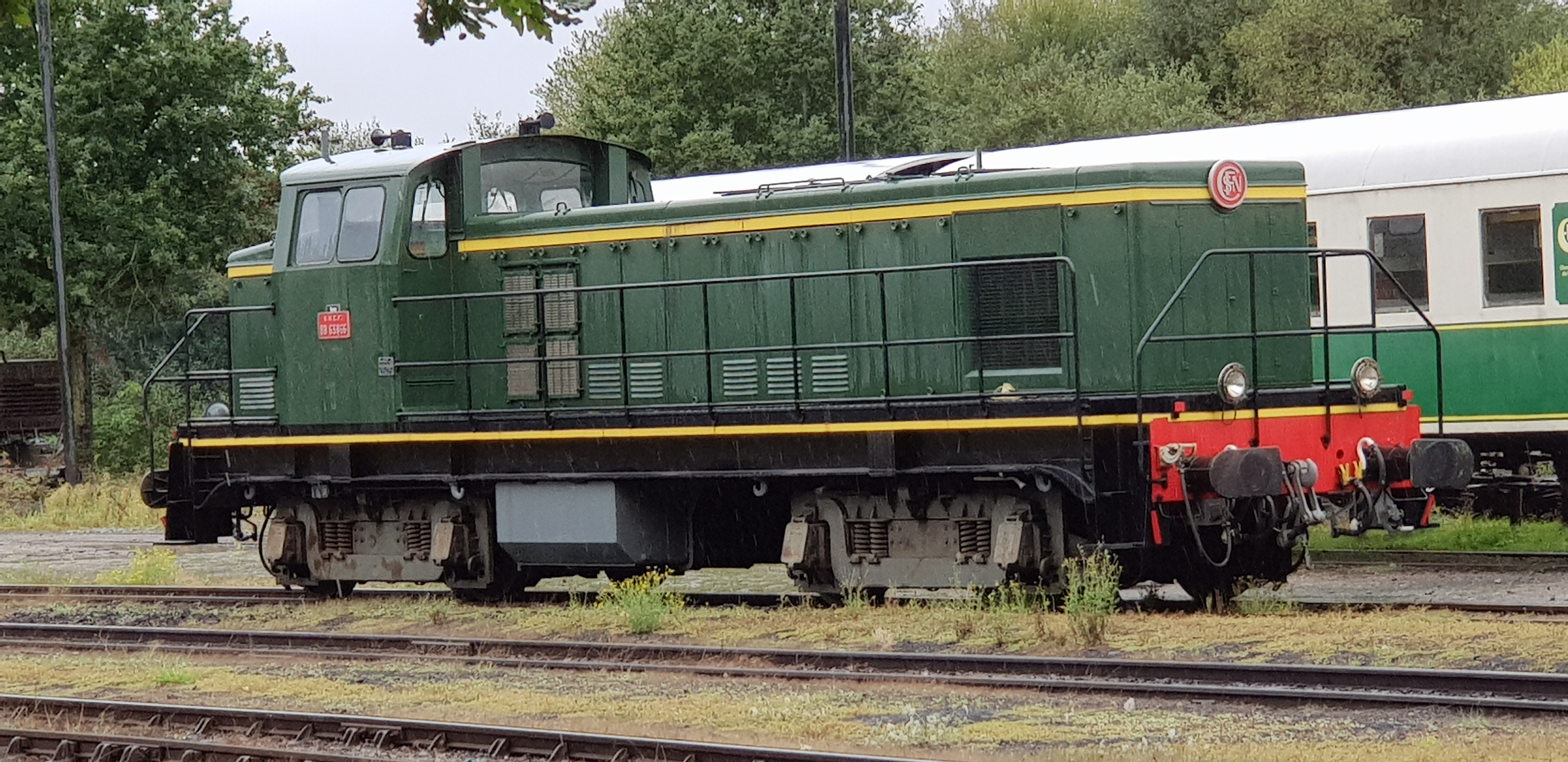
BB 63866 préservée par le Chemin de Fer de la Vendée.
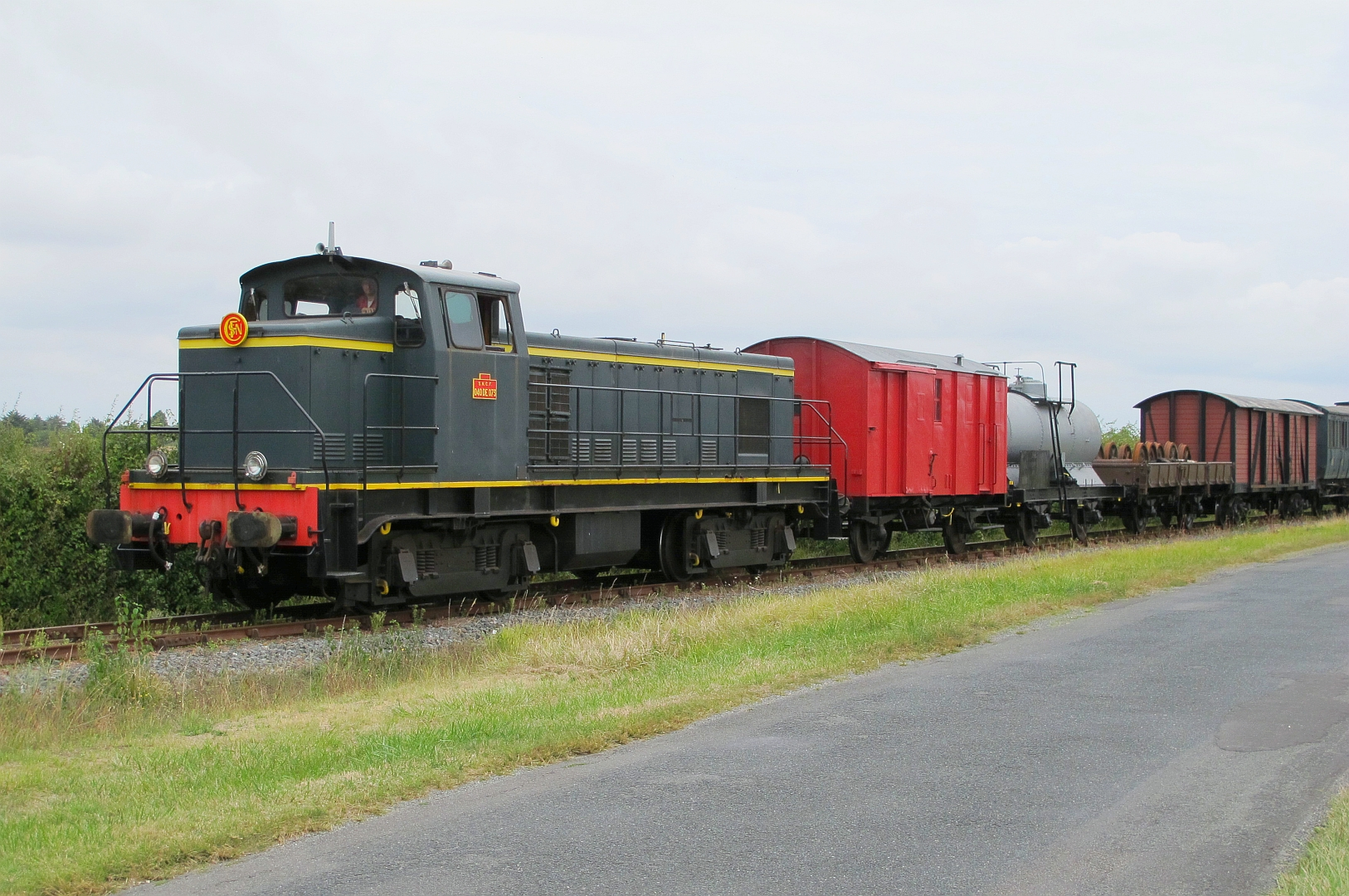
BB 64073 Train des Mouettes.
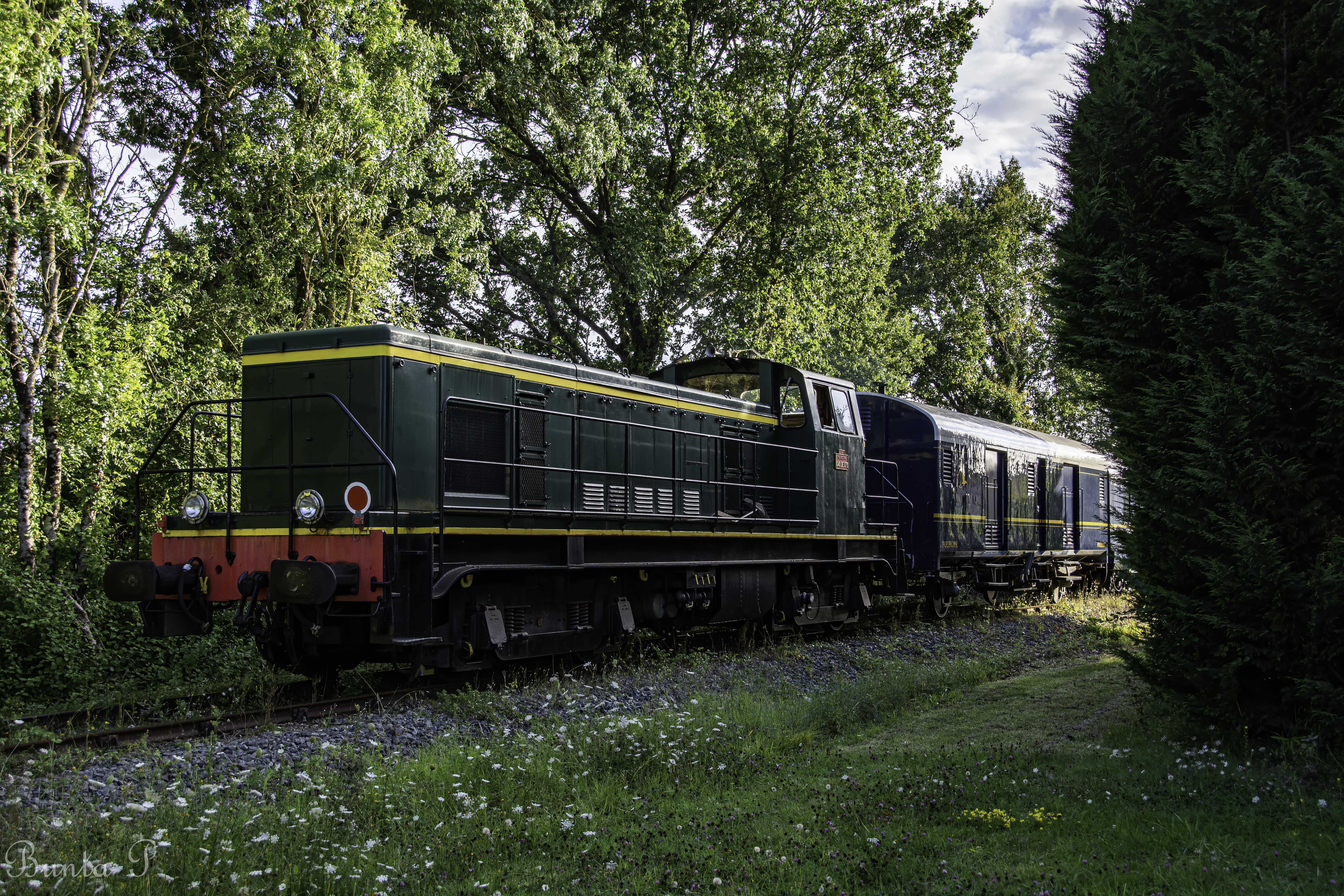
BB 64073 en queue de convoi du train restaurant Seudre Express.

## Modélisme
On trouve en HO chez Roco et chez Piko une reproduction de la BB 63500 et en N chez Roco.